# Atlapetes albofrenatus
Tico-tico-de-freio ou tico-tico-de-bigodes (Atlapetes albofrenatus) é uma espécie de ave da família Fringillidae.
Pode ser encontrada nos seguintes países: Colômbia e Venezuela.
Os seus habitats naturais são: regiões subtropicais ou tropicais húmidas de alta altitude e florestas secundárias altamente degradadas.